# Назаров Сергій Сергійович
Сергій Сергійович Назаров (рос. Сергей Сергеевич Назаров; 6 березня 1983, Хвалинськ, РРФСР — 4 грудня 2023, Україна) — російський офіцер, капітан ЗС РФ. Герой Російської Федерації.

## Біографія
В 2000 році вступив у Вольське вище військове училище тилу (сьогодні — Вольський військовий інститут матеріального забеспечення). Після закінчення училища в 2005 році вступив в ПДВ. Учасник Російсько-грузинської війни. Незабаром потрапив під скорочення і був звільнений в запас. Працював у поліції.
У вересні 2022 року брив призваний в ЗС РФ і призначений командиром штурмового взводу 15-ї окремої мотострілецької бригади. Учасник вторгнення в Україну. Через 2 місяці призначений командиром 6-ї (штурмової) роти, в 2023 році — заступник командира мотострілецького батальйону з політичної частини. Загинув у бою. 14 грудня 2023 року був похований на мусульманському цвинтарі в рідному місті.

## Нагороди
- Медаль «За відвагу»
- Медаль «За бойові заслуги»
- Звання «Герой Російської Федерації» (8 квітня 2024, посмертно) — «за мужність і героїзм, проявлені під час виконання військового обов'язку.»  8 травня медаль «Золота зірка» була передана рідним Назарова губернатором Саратовської області Романом Бусаргіним.